# Ківш із драконом (Мізероні)
Мушля відома як «Ківш із драконом» (нім. Muschelschale, sog. Drachenschale) — ківш роботи італійського ювеліра Гаспаро Мізероні (1518—1573). Створений між 1565 та 1570 роками у Мілані. Зберігається у Кунсткамері у Музеї історії мистецтв, Відень (інвент. номер КК 1851).
Предмет знаходився у колекції імператора Рудольфа II, і його мотив із драконом характерний для міланської майстерні Мізероні.
У цьому експонаті гармонічно поєднуються робота органщика і мистецтво невідомого ювеліра. Результатом став тривожний фантастичний образ: тому, хто бажав випити із ковша у вигляді дракона, потрібно було взяти ківш у руки, тримаючи за золоті крила дракона, і прикласти губи до загостреного кінця хвоста чудовиська. Однак, при цьому дракон, що повертає свою голову, дививиться на того, хто п'є гарячими очима, оголовши зуби. 